# エモ・ラップ
エモ・ラップ (英語: Emo rap) あるいはエモ・ヒップホップ (英語: Emo hiphop)はヒップホップとエモが融合した音楽ジャンルである。「ロックミュージックにも影響を受けながら厭世感や内省的な感情をラップする」ジャンルであると定義される。日本語では俗に「鬱ラップ」などと形容されることもある。インディー・ロック、ポップ・パンク、ニュー・メタルなどの影響を受けており、ヒップホップの中ではトラップやクラウド・ラップ、オルタナティヴ・ヒップホップの要素をとくに取り込んでいる。時として「サウンドクラウド・ラップ」の一部として言及されこともある。

## 特徴
エモ・ラップは現代における主流のヒップホップの「伝統的な」トーンからはかけ離れており、もっとエモーショナルで個人的な歌詞を好んで採用する。『ウォール・ストリート・ジャーナル』からは「先達に中指を立てる」ようなジャンルであると評されている。歌詞は鬱、孤独、不安、薬物乱用、ニヒリズム、自殺、傷心などに焦点をあてることが多い。エモ・ラップというジャンルの特徴として、政治的・思想的なヒップホップによく見受けられる音楽的要素にインディー・ロック風の演奏を組み合わせた作りがあげられることがある。カート・コバーンをはじめとするグランジの影響を受けていることもある。このジャンルのファンやアーティストは、しばしばエモ・ラップのミュージシャンであるヤング・リーンのグループであるサッド・ボーイズにちなんで「悲しい青年たち」 ("sad boys"、サッド・ボーイズ) だと言われる。
エモ・ヒップホップのビートは実際の楽器の演奏を取り込んでいることが多い。サンプリングには2000年代のポップ・パンクやエモの楽曲をよく使用しているが、こうしたエモとヒップホップの融合は2004年にMCラーズが最初に流行らせたものである。

## 来歴

### 2000年代：先駆者たち
エモ・ラップは新しい現象だという考えが広くあるが、「エモ・ヒップホップ」などという言葉やエモを連想させる歌詞を含んだヒップホップは2000年代までさかのぼることができ、ジム・クラス・ヒーローズやハリウッド・アンデッド、エミネムなどのアーティストについてそうした指摘がなされてきた。さらに、ジョー・バドゥンやカニエ・ウェストのようなラッパーはエモ・ラップの動きが始まる前から活動していたが、エモ的な歌詞などから時としてエモ・ヒップホップだと言われることがある。渡辺志保はキッド・カディを引き合いに出しつつ、カニエ・ウェストを「そういうエモっぽいラップの原型」だと評している。しかしながら2000年代の「エモ・ヒップホップ」という言葉は、特定のジャンルを示す言葉としてはまだ使われておらず、特徴を一般的に指す語として使われていた。「エモ・ヒップホップ」という言葉はもともと、1997年にアトモスフィアのラッパー、スラグが使ったと言われている。
2パック、キッド・カディ、ゲトー・ボーイズなどはエモ・ラップの先駆者として扱われることがある。とくに2009年にMan on the Moon: The End of Dayを、2015年にSpeedin' Bullet 2 Heavenをリリースしたキッド・カディはエモ・ラップに対する影響力が大きいと見なされている。 
ドレイクは過去作品における楽器演奏の使い方と歌詞により、エモ・ラップに影響を与えたと言われている。ドレイクの初期プロジェクトであるSo Far GoneやTake Careは「エモ」だと言われているが、これはエモ・ラップというジャンルにプロジェクトを位置づけるよりはドレイクの音楽的作風に言及したものである。

### 2010年代：普及
XXXテンタシオン、リル・ピープ、リル・ウージー・ヴァート、スウェーデンのヤング・リーンのようなラッパーがインターネットを皮切りに人気を博すにつれて、エモ・ラップというジャンルが立ち上がってきた。この動きの中で活動していたアーティストは音楽配信サイトであるSoundCloudにとどまっていることが多く、「サウンドクラウド・ラップ」と呼ばれる動きに大きな影響を与えた。2012年にエルモ・ケネディ・オコナーはステージネームをTh@ Kidからボーンズへと改名したが、さまざまな音楽をサンプリングする独特なスタイルで「アンダーグラウンドのラップ王」「エモラップの先駆者」と呼ばれている。2017年に発表されたリル・ウージー・ヴァートの"XO Tour Llif3"はビルボードのホット100で7位というヒットとなったが、自殺や感情の破綻を描いた歌詞ゆえ、エモ・ヒップホップだと言われた。2017年8月にXXXテンタシオンがデビューアルバムである『17』をリリースしたが、そのリードシングルである"Jocelyn Flores"は友人の自殺に関するものであった。リル・ピープはエモ・ヒップホップはエモ・リヴァイヴァルの一部ではなくそれ自体として確立したサブジャンルだと主張しているが、一方でアーティスト本人は2017年1月に「エモの未来」と呼ばれ、『ガーディアン』ではエモ・リヴァイヴァルの先駆者として前面に押し出されていた。この他にエモ・ラップと呼ばれることのある代表的なミュージシャンとしては、ジュース・ワールドなどがいる。
2017年11月にリル・ピープがフェンタニルの過剰摂取で死亡した。そのすぐ後、リル・ピープのデビュースタジオアルバムであるCome Over When You're Sober, Pt. 1とリードシングルである"Awful Things"がビルボードチャートにランクインした。リル・ピープはこのラップのサブジャンル内では人気があり、ヒップホップの主流トレンドも変化の最中であったため、 その死によりエモ・ラップは大きな注目を浴びることとなった。 2018年6月にXXXテンタシオンがが殺害され、アルバム『17』と『？』はリル・ピープ同様、死後にチャートインすることとなり、ヒット曲となった"SAD!"がBillboard Hot 100で1位となった。2019年12月8日にはジュース・ワールドが死去した。

### 日本語での展開
日本でいち早くエモラップのエッセンスを取り入れたアーティストの一人はBACHLOGICプロデュースのSALUかもしれない。デビュー同時からトラップ色が強かったKOHHもリリックやフローの面ではエモラップのエッセンスを早い段階で取り入れたと言える。日本国内では2018年あたりからエモラップの人気に勢いが付き現在は多くのエモラッパーが日本でも存在する。その例としてBilly Laurent、GOODMOODGOKU、Hideyoshi、(sic)boy、、Kvi Baba、VILLSHANAなどがいる。